# 山蔭ヒーロ
山蔭 ヒーロ（やまかげ・ひーろ、1977年5月16日 - ）は、千葉県船橋市出身のフリーアナウンサー、ラジオパーソナリティである。
ローカルドリームプロダクション代表取締役。

## 来歴・人物
2014年11月に病気による長期療養に入り番組は全て降板している。その後2015年3月より復帰を果たす。

## 出演
（2015年10月現在）
スタジアムDJ
- 仙台89ERS（2005-6シーズン-2018-19シーズン）

ラジオ
- NACK5「saturday power selection」（2015年4月-）

- USEN 好日山荘　「GOODY　MOUTAIN』（2015年4月‐）

## 過去の出演
- FM静岡（現・K-mix）
  - RADIOSHIP “NOA”[1]
- NACK5
  - MAGICAL SNOWLAND（2001 - 2002年、土曜18:00-21:00）
  - RADIO-X（2003年4月2日 - 2008年3月26日、水曜25:00-30:30）
  - ラジオのアナ〜ラジアナ（木曜パーソナリティ、2014年4月3日 - 2014年11月）
- J-WAVE
  - TOKIO HOT 100 - リポーター
  - OH! MY RADIO
  - VIVA! ACCESS - リポーター
- TOKYO FM
  - TOSHIBA THE RHYTHMS
  - MAGICAL DASH!
  - Choppaya![2]（デジタルラジオ、金曜12:00-13:00）
  - MINTIA Refresh Music（2014年4月 - 11月）
- Date fm
  - Bj SUPER RADIO（金曜21:30-22:00）
  - Date Netz JOINUS SQUARE[3]（金曜18:30-19:25）
  - HYPE（金曜19:00-21:00）
  - ヤマカゲOVER DRIVE[4]
  - Hope for MIYAGI[5]
- FM長野
  - KING OF ROCK

テレビ
- テレビ埼玉／千葉テレビ
  - HOT WAVE
- 静岡朝日テレビ
  - とびっきり!しずおか
- J:COM（関東エリア）
  - 調布市花火大会（2008 - 2009年）
  - 駅なび[6]（火曜21:00）
  - 駅なびちょい盛り

スタジアムDJ
- 埼玉西武ライオンズ（2011年）

MC
- ハッスル - リングアナウンサー
- ボウリングジャパンカップ2005
- ハロー!プロジェクトスポーツフェスティバル - 司会・実況
- キングレコード アーティストコンベンション2007・2008
- ゼビオアリーナ仙台 オープニングイベント
- 長渕剛ライブ
- スガシカオ トークショー（リキッドルーム）
- ビアフェス[7]（ビール酒造組合イベント、2007年 - 2010年）
- 日本推理作家協会60周年「作家と遊ぼう！ミステリーカレッジ[8]」
- CM発表会「バンホーテン ディアカカオ」[9]」（江崎グリコ）
- 「宇多田ヒカルとテトリス対決」（任天堂）
- 「MUSEUM 23 TOKYO」マイケル・ジョーダン来日イベント（NIKE)

ナレーション
- みなパチ[10]
- Dance Dance Dance @ Yokohama[11]

舞台
- 薪能バージョン「飛行機雲」～DJから特攻隊へ愛を込めて～（仙台公演）[12] - 中原役
- オモイツキ ～月は、重いのに浮かんでいる～[13] - プロデュース・出演（2007年1月）